# Interlands Fins voetbalelftal 1950-1959
Deze pagina toont een chronologisch en gedetailleerd overzicht van de interlands die het Fins voetbalelftal heeft gespeeld in de periode 1950 – 1959.

## Interlands

### 1950
|                                                                      |                                                                                      |       |                 |                                                                                    |
| 11 juni Vriendschappelijk № 150 «onderlinge duels» 12:30 uur (UTC+2) | Finland                                                                              | 4 – 1 | Nederland       | Olympisch Stadion, Helsinki Toeschouwers: 16.564 Scheidsrechter: Ivan Eklind (SWE) |
| 11 juni Vriendschappelijk № 150 «onderlinge duels» 12:30 uur (UTC+2) | Stig-Göran Myntti 13' (pen.) Yrjö Asikainen 30' Aulis Rytkönen 44' Jorma Vaihela 89' |       | 65' Abe Lenstra | Olympisch Stadion, Helsinki Toeschouwers: 16.564 Scheidsrechter: Ivan Eklind (SWE) |

|                                                                                     |                    |       |                                           |                                                                                        |
| 27 augustus Noords Kampioenschap 1948/51 № 151 «onderlinge duels» 15:00 uur (UTC+2) | Finland            | 1 – 2 | Denemarken                                | Olympisch Stadion, Helsinki Toeschouwers: 20.062 Scheidsrechter: Johan Narvestad (NOR) |
| 27 augustus Noords Kampioenschap 1948/51 № 151 «onderlinge duels» 15:00 uur (UTC+2) | Yrjö Asikainen 72' |       | 20' Poul Erik Petersen 73' Holger Seebach | Olympisch Stadion, Helsinki Toeschouwers: 20.062 Scheidsrechter: Johan Narvestad (NOR) |

|                                                                          |                                                            |       |                                     |                                                                                            |
| 7 september Vriendschappelijk № 152 «onderlinge duels» 17:30 uur (UTC+2) | Finland                                                    | 3 – 2 | Joegoslavië                         | Olympisch Stadion, Helsinki Toeschouwers: 16.897 Scheidsrechter: John Erik Andersson (SWE) |
| 7 september Vriendschappelijk № 152 «onderlinge duels» 17:30 uur (UTC+2) | Jorma Vaihela 23' Yrjö Asikainen 50' Kalevi Lehtovirta 66' |       | 14' Stjepan Bobek 20' Bernard Vukas | Olympisch Stadion, Helsinki Toeschouwers: 16.897 Scheidsrechter: John Erik Andersson (SWE) |

|                                                                                      |                                                              |       |                 |                                                                                |
| 10 september Noords Kampioenschap 1948/51 № 153 «onderlinge duels» 13:15 uur (UTC+1) | Noorwegen                                                    | 4 – 1 | Finland         | Ullevaalstadion, Oslo Toeschouwers: 28.935 Scheidsrechter: Ludvig Jørkov (DEN) |
| 10 september Noords Kampioenschap 1948/51 № 153 «onderlinge duels» 13:15 uur (UTC+1) | Per Bredesen 10' Willy Andresen 50', 52' Gunnar Thoresen 81' |       | 87' Olavi Lilja | Ullevaalstadion, Oslo Toeschouwers: 28.935 Scheidsrechter: Ludvig Jørkov (DEN) |

|                                                                                      |         |                |        |                                                                                       |
| 24 september Noords Kampioenschap 1948/51 № 154 «onderlinge duels» 14:00 uur (UTC+2) | Finland | 0 – 1          | Zweden | Olympisch Stadion, Helsinki Toeschouwers: 25.784 Scheidsrechter: Aksel Asmussen (DEN) |
| 24 september Noords Kampioenschap 1948/51 № 154 «onderlinge duels» 14:00 uur (UTC+2) |         | 82' Rune Rosén |        | Olympisch Stadion, Helsinki Toeschouwers: 25.784 Scheidsrechter: Aksel Asmussen (DEN) |

### 1951
|                                                                     |          |       |                                   |                                                                                    |
| 10 mei Vriendschappelijk № 155 «onderlinge duels» 18:30 uur (UTC+1) | Engeland | 3 – 2 | Finland                           | County Ground, Swindon Toeschouwers: 14.499 Scheidsrechter: Mervyn Griffiths (WAL) |
| 10 mei Vriendschappelijk № 155 «onderlinge duels» 18:30 uur (UTC+1) | ?        |       | 17' Jorma Vaihela 81' Kalle Lahti | County Ground, Swindon Toeschouwers: 14.499 Scheidsrechter: Mervyn Griffiths (WAL) |

|                                                                                     |                   |       |                  |                                                                                     |
| 16 augustus Noords Kampioenschap 1948/51 № 156 «onderlinge duels» 18:30 uur (UTC+2) | Finland           | 1 – 1 | Noorwegen        | Olympisch Stadion, Helsinki Toeschouwers: 22.415 Scheidsrechter: John Nilsson (SWE) |
| 16 augustus Noords Kampioenschap 1948/51 № 156 «onderlinge duels» 18:30 uur (UTC+2) | Jorma Vaihela 41' |       | 64' Per Bredesen | Olympisch Stadion, Helsinki Toeschouwers: 22.415 Scheidsrechter: John Nilsson (SWE) |

|                                                                                     |                                           |       |                                         |                                                                                  |
| 2 september Noords Kampioenschap 1948/51 № 157 «onderlinge duels» 15:00 uur (UTC+2) | Zweden                                    | 3 – 2 | Finland                                 | Råsundastadion, Solna Toeschouwers: 19.202 Scheidsrechter: Johan Narvestad (NOR) |
| 2 september Noords Kampioenschap 1948/51 № 157 «onderlinge duels» 15:00 uur (UTC+2) | Arne Lundqvist 33', 70' John Eriksson 88' |       | 11' Jorma Vaihela 29' Kalevi Lehtovirta | Råsundastadion, Solna Toeschouwers: 19.202 Scheidsrechter: Johan Narvestad (NOR) |

|                                                                                      |                       |       |         |                                                                                          |
| 30 september Noords Kampioenschap 1948/51 № 158 «onderlinge duels» 13:30 uur (UTC+1) | Denemarken            | 1 – 0 | Finland | Københavns Idrætspark, Kopenhagen Toeschouwers: 31.700 Scheidsrechter: Ivan Eklind (SWE) |
| 30 september Noords Kampioenschap 1948/51 № 158 «onderlinge duels» 13:30 uur (UTC+1) | Hilmar Staalgaard 39' |       |         | Københavns Idrætspark, Kopenhagen Toeschouwers: 31.700 Scheidsrechter: Ivan Eklind (SWE) |

|                                                                         |                                                     |       |                                                                 |                                                                               |
| 27 oktober Vriendschappelijk № 159 «onderlinge duels» 15:00 uur (UTC+1) | Nederland                                           | 4 – 4 | Finland                                                         | De Kuip, Rotterdam Toeschouwers: 65.000 Scheidsrechter: George Mitchell (SCO) |
| 27 oktober Vriendschappelijk № 159 «onderlinge duels» 15:00 uur (UTC+1) | Abe Lenstra 34' (pen.) Noud van Melis 43', 78', 87' |       | 24', 44' Kalevi Lehtovirta 57' Aulis Rytkönen 69' Jorma Vaihela | De Kuip, Rotterdam Toeschouwers: 65.000 Scheidsrechter: George Mitchell (SCO) |

|                                                                         |                                                                  |       |         |                                                                                      |
| 4 november Vriendschappelijk № 160 «onderlinge duels» 15:00 uur (UTC+1) | Luxemburg                                                        | 3 – 0 | Finland | Stade Municipal, Luxemburg Toeschouwers: 10.000 Scheidsrechter: Klaas Schipper (NED) |
| 4 november Vriendschappelijk № 160 «onderlinge duels» 15:00 uur (UTC+1) | François Muller 11' Tapio Pylkkönen 15' (e.d.) Vic Nurenberg 88' |       |         | Stade Municipal, Luxemburg Toeschouwers: 10.000 Scheidsrechter: Klaas Schipper (NED) |

|                                                                          | |       |         |                                                                                          |
| 18 november Vriendschappelijk № 161 «onderlinge duels» 13:30 uur (UTC+1) | Hongarije                                                                                            | 8 – 0 | Finland | Megyeri úti stadion, Boedapest Toeschouwers: 40.000 Scheidsrechter: Jaroslav Vlček (TCH) |
| 18 november Vriendschappelijk № 161 «onderlinge duels» 13:30 uur (UTC+1) | Nándor Hidegkuti 9', 28', 85' Sándor Kocsis 23', 31' Zoltán Czibor 54' Ferenc Puskás 69' (pen.), 71' |       |         | Megyeri úti stadion, Boedapest Toeschouwers: 40.000 Scheidsrechter: Jaroslav Vlček (TCH) |

### 1952
| |                       |       |                       |                                                                                     |
| 10 juni Vriendschappelijk NFF 50 jarig jubileumwedstrijd № 162 «onderlinge duels» 19:00 uur (UTC+1) | Noorwegen             | 1 – 2 | Finland               | Bislettstadion, Oslo Toeschouwers: 21.732 Scheidsrechter: John Erik Andersson (SWE) |
| 10 juni Vriendschappelijk NFF 50 jarig jubileumwedstrijd № 162 «onderlinge duels» 19:00 uur (UTC+1) | Henry Johannessen 33' |       | 45', 49' Nils Rikberg | Bislettstadion, Oslo Toeschouwers: 21.732 Scheidsrechter: John Erik Andersson (SWE) |

|                                                                                   |                                          |       |                       |                                                                                 |
| 13 juni Vriendschappelijk NFF 50 jarig jubileumwedstrijd № 163 «onderlinge duels» | Finland                                  | 3 – 1 | Zweden                | Ullevaalstadion, Oslo Toeschouwers: 19.766 Scheidsrechter: Helge Andersen (DEN) |
| 13 juni Vriendschappelijk NFF 50 jarig jubileumwedstrijd № 163 «onderlinge duels» | Nils Rikberg 51', 119' Jorma Vaihela 98' |       | 6' (pen.) Gustaf Lind | Ullevaalstadion, Oslo Toeschouwers: 19.766 Scheidsrechter: Helge Andersen (DEN) |

|                                                                      |                       |       |                                                                                   |                                                                                            |
| 22 juni Vriendschappelijk № 164 «onderlinge duels» 15:00 uur (UTC+2) | Finland               | 1 – 6 | Hongarije                                                                         | Olympisch Stadion, Helsinki Toeschouwers: 17.634 Scheidsrechter: John Erik Andersson (SWE) |
| 22 juni Vriendschappelijk № 164 «onderlinge duels» 15:00 uur (UTC+2) | Kalevi Lehtovirta 57' |       | 11' Ferenc Puskás 31' József Bozsik 49', 80', 84' Sándor Kocsis 75' Péter Palotás | Olympisch Stadion, Helsinki Toeschouwers: 17.634 Scheidsrechter: John Erik Andersson (SWE) |

| Olympische Zomerspelen 1952 |
| --------------------------- |

|                                                                                   |                                         |       |                                                |                                                                                     |
| 19 juli Olympische Spelen Eerste ronde № 165 «onderlinge duels» 19:00 uur (UTC+2) | Finland                                 | 3 – 4 | Oostenrijk                                     | Olympisch Stadion, Helsinki Toeschouwers: 33.053 Scheidsrechter: William Ling (ENG) |
| 19 juli Olympische Spelen Eerste ronde № 165 «onderlinge duels» 19:00 uur (UTC+2) | Olof Stolpe 11', 34' Aulis Rytkönen 36' |       | 8' (pen.), 30' Gollnhuber 59' Stumpf 79' Grohs | Olympisch Stadion, Helsinki Toeschouwers: 33.053 Scheidsrechter: William Ling (ENG) |

|  |  |  |  |  |  |  |  |  |

|                                                                         |                                              |       |       |                                                                                    |
| 4 augustus Vriendschappelijk № 166 «onderlinge duels» 18:00 uur (UTC+2) | Finland                                      | 4 – 0 | China | Töölön Pallokenttä, Helsinki Toeschouwers: 4.821 Scheidsrechter: Sten Ahlner (SWE) |
| 4 augustus Vriendschappelijk № 166 «onderlinge duels» 18:00 uur (UTC+2) | Jorma Vaihela 9', Olof Stolpe Seppo Pelkonen |       |       | Töölön Pallokenttä, Helsinki Toeschouwers: 4.821 Scheidsrechter: Sten Ahlner (SWE) |

|                                                                                     |                                                                                     |       |                                        |                                                                               |
| 31 augustus Noords Kampioenschap 1952/55 № 167 «onderlinge duels» 13:15 uur (UTC+1) | Noorwegen                                                                           | 7 – 2 | Finland                                | Ullevaalstadion, Oslo Toeschouwers: 24.025 Scheidsrechter: John Nilsson (SWE) |
| 31 augustus Noords Kampioenschap 1952/55 № 167 «onderlinge duels» 13:15 uur (UTC+1) | Gunnar Thoresen 18', 55' Kjell Kristiansen 36', 47', 75' Odd Wang Sørensen 70', 85' |       | 16' Kalevi Lehtovirta 80' Nils Rikberg | Ullevaalstadion, Oslo Toeschouwers: 24.025 Scheidsrechter: John Nilsson (SWE) |

|                                                                                      |                    |       |                                                                                            |                                                                                       |
| 21 september Noords Kampioenschap 1952/55 № 168 «onderlinge duels» 14:00 uur (UTC+2) | Finland            | 1 – 8 | Zweden                                                                                     | Olympisch Stadion, Helsinki Toeschouwers: 20.132 Scheidsrechter: Edvin Pedersen (NOR) |
| 21 september Noords Kampioenschap 1952/55 № 168 «onderlinge duels» 14:00 uur (UTC+2) | Seppo Pelkonen 51' |       | 10', 48', 58' Lars Råberg 24', 50', 83' Hans Persson 25' Herbert Sandin 70' Gösta Sandberg | Olympisch Stadion, Helsinki Toeschouwers: 20.132 Scheidsrechter: Edvin Pedersen (NOR) |

|                                                                                   |                                     |       |                |                                                                                    |
| 5 oktober Noords Kampioenschap 1952/55 № 169 «onderlinge duels» 14:00 uur (UTC+2) | Finland                             | 2 – 1 | Denemarken     | Olympisch Stadion, Helsinki Toeschouwers: 9.022 Scheidsrechter: Erik Westman (SWE) |
| 5 oktober Noords Kampioenschap 1952/55 № 169 «onderlinge duels» 14:00 uur (UTC+2) | Nils Rikberg 18' Aulis Rytkönen 71' |       | 64' Per Jensen | Olympisch Stadion, Helsinki Toeschouwers: 9.022 Scheidsrechter: Erik Westman (SWE) |

### 1953
|                                                                        |                            |       |                                            |                                                                                  |
| 25 mei WK 1954 kwalificatie № 170 «onderlinge duels» 19:00 uur (UTC+2) | Finland                    | 2 – 4 | België                                     | Olympisch Stadion, Helsinki Toeschouwers: 22.051 Scheidsrechter: Leo Helge (DEN) |
| 25 mei WK 1954 kwalificatie № 170 «onderlinge duels» 19:00 uur (UTC+2) | Kalevi Lehtovirta 50', 75' |       | 7', 25', 79' Rik Coppens 10' Léopold Anoul | Olympisch Stadion, Helsinki Toeschouwers: 22.051 Scheidsrechter: Leo Helge (DEN) |

|                                                                            |                                                           |       |                                           |                                                                                      |
| 5 augustus WK 1954 kwalificatie № 171 «onderlinge duels» 18:30 uur (UTC+2) | Finland                                                   | 3 – 3 | Zweden                                    | Olympisch Stadion, Helsinki Toeschouwers: 13.849 Scheidsrechter: Folke Bålstad (NOR) |
| 5 augustus WK 1954 kwalificatie № 171 «onderlinge duels» 18:30 uur (UTC+2) | Kalevi Lehtovirta 63' Olavi Lahtinen 67' Nils Rikberg 70' |       | 9', 71' Nils Åke Sandell 23' Hans Persson | Olympisch Stadion, Helsinki Toeschouwers: 13.849 Scheidsrechter: Folke Bålstad (NOR) |

| |                                                                 |       |         |                                                                                 |
| 16 augustus WK 1954 kwalificatie / Noords Kampioenschap 1952/55 № 172 «onderlinge duels» 15:00 uur (UTC+1) | Zweden                                                          | 4 – 0 | Finland | Råsundastadion, Solna Toeschouwers: 27.161 Scheidsrechter: Aksel Asmussen (DEN) |
| 16 augustus WK 1954 kwalificatie / Noords Kampioenschap 1952/55 № 172 «onderlinge duels» 15:00 uur (UTC+1) | Gösta Sandberg 22' Nils Åke Sandell 24', 61' Herbert Sandin 56' |       |         | Råsundastadion, Solna Toeschouwers: 27.161 Scheidsrechter: Aksel Asmussen (DEN) |

|                                                                                     |                    |       |                                                                |                                                                                       |
| 30 augustus Noords Kampioenschap 1952/55 № 173 «onderlinge duels» 14:00 uur (UTC+2) | Finland            | 1 – 4 | Noorwegen                                                      | Olympisch Stadion, Helsinki Toeschouwers: 20.819 Scheidsrechter: Helge Andersen (DEN) |
| 30 augustus Noords Kampioenschap 1952/55 № 173 «onderlinge duels» 14:00 uur (UTC+2) | Olavi Lahtinen 39' |       | 6' Harald Hennum 8', 44' Gunnar Thoresen 47' Pål Angell-Hansen | Olympisch Stadion, Helsinki Toeschouwers: 20.819 Scheidsrechter: Helge Andersen (DEN) |

|                                                                              |                         |       |                                      |                                                                                   |
| 23 september WK 1954 kwalificatie № 174 «onderlinge duels» 17:00 uur (UTC+1) | België                  | 2 – 2 | Finland                              | Heizelstadion, Brussel Toeschouwers: 13.804 Scheidsrechter: René Baumberger (SUI) |
| 23 september WK 1954 kwalificatie № 174 «onderlinge duels» 17:00 uur (UTC+1) | Mathieu Bollen 25', 75' |       | 83' Olavi Lahtinen 90' Jorma Vaihela | Heizelstadion, Brussel Toeschouwers: 13.804 Scheidsrechter: René Baumberger (SUI) |

|                                                                                   |                                                                                           |       |                        |                                                                                             |
| 4 oktober Noords Kampioenschap 1952/55 № 175 «onderlinge duels» 13:30 uur (UTC+1) | Denemarken                                                                                | 6 – 1 | Finland                | Københavns Idrætspark, Kopenhagen Toeschouwers: 32.200 Scheidsrechter: Edvin Pedersen (NOR) |
| 4 oktober Noords Kampioenschap 1952/55 № 175 «onderlinge duels» 13:30 uur (UTC+1) | Jens Peder Hansen 11', 36' Poul Erik Petersen 25' Bent Sørensen 32' Kurt Nielsen 50', 61' |       | 40' (e.d.) Erik Køppen | Københavns Idrætspark, Kopenhagen Toeschouwers: 32.200 Scheidsrechter: Edvin Pedersen (NOR) |

### 1954
|                                                                     |                    |       |                                      |                                                                                    |
| 25 mei Vriendschappelijk № 176 «onderlinge duels» 19:00 uur (UTC+2) | Finland            | 1 – 2 | Schotland                            | Olympisch Stadion, Helsinki Toeschouwers: 21.685 Scheidsrechter: Sten Ahlner (SWE) |
| 25 mei Vriendschappelijk № 176 «onderlinge duels» 19:00 uur (UTC+2) | Olavi Lahtinen 86' |       | 7' Willie Ormond 47' Bobby Johnstone | Olympisch Stadion, Helsinki Toeschouwers: 21.685 Scheidsrechter: Sten Ahlner (SWE) |

| | |       |         |                                                                              |
| 4 juni Vrienschappelijk Toernooi 50-jarig jubileum Zweedse Voetbalbond № 177 «onderlinge duels» 19:00 uur (UTC+1) | Zweden | 6 – 0 | Finland | Ullevi, Göteborg Toeschouwers: 24.809 Scheidsrechter: Petter Gundersen (NOR) |
| 4 juni Vrienschappelijk Toernooi 50-jarig jubileum Zweedse Voetbalbond № 177 «onderlinge duels» 19:00 uur (UTC+1) | Nils Åke Sandell 21' Sven Ove Svensson 22', 28' (pen.) Kurt Liander 40' Kurt Hamrin 61' Karl-Alfred Jakobsson 87' |       |         | Ullevi, Göteborg Toeschouwers: 24.809 Scheidsrechter: Petter Gundersen (NOR) |

|                                                                                 |                                          |       |                                   |                                                                                     |
| 13 juni Noords Kampioenschap 1952/55 № 178 «onderlinge duels» 18:00 uur (UTC+2) | Finland                                  | 2 – 2 | Denemarken                        | Olympisch Stadion, Helsinki Toeschouwers: 17.539 Scheidsrechter: Erik Westman (SWE) |
| 13 juni Noords Kampioenschap 1952/55 № 178 «onderlinge duels» 18:00 uur (UTC+2) | Stig-Göran Myntti 45' Matti Hiltunen 58' |       | 64', 78' (pen.) Valdemar Kendzior | Olympisch Stadion, Helsinki Toeschouwers: 17.539 Scheidsrechter: Erik Westman (SWE) |

|                                                                                     |                    |        | |                                                                                        |
| 15 augustus Noords Kampioenschap 1952/55 № 179 «onderlinge duels» 17:00 uur (UTC+2) | Finland            | 1 – 10 | Zweden                                                                                              | Olympisch Stadion, Helsinki Toeschouwers: 15.409 Scheidsrechter: Øivind Helgesen (NOR) |
| 15 augustus Noords Kampioenschap 1952/55 № 179 «onderlinge duels» 17:00 uur (UTC+2) | Olavi Lahtinen 40' |        | 6', 71', 80' Kurt Hamrin 7', 30', 48' Birger Eklund 16', 59' Henry Thillberg 18', 21' John Eriksson | Olympisch Stadion, Helsinki Toeschouwers: 15.409 Scheidsrechter: Øivind Helgesen (NOR) |

|                                                                                     |                                                           |       |                   |                                                                                 |
| 29 augustus Noords Kampioenschap 1952/55 № 180 «onderlinge duels» 13:15 uur (UTC+1) | Noorwegen                                                 | 3 – 1 | Finland           | Ullevaalstadion, Oslo Toeschouwers: 21.048 Scheidsrechter: Helge Andersen (DEN) |
| 29 augustus Noords Kampioenschap 1952/55 № 180 «onderlinge duels» 13:15 uur (UTC+1) | Gunnar Dybwad 57' Henry Johannessen 59' Harald Hennum 62' |       | 6' Matti Hiltunen | Ullevaalstadion, Oslo Toeschouwers: 21.048 Scheidsrechter: Helge Andersen (DEN) |

### 1955
|                                                                     |                    |       | |                                                                                            |
| 19 mei Vriendschappelijk № 181 «onderlinge duels» 14:00 uur (UTC+2) | Finland            | 1 – 9 | Hongarije                                                                                                | Olympisch Stadion, Helsinki Toeschouwers: 28.624 Scheidsrechter: John Erik Andersson (SWE) |
| 19 mei Vriendschappelijk № 181 «onderlinge duels» 14:00 uur (UTC+2) | Matti Hiltunen 60' |       | 7', 12', 43' Péter Palotás 39' Ferenc Puskás 49' József Tóth 51', 86' Lajos Csordás 64', 67' Lajos Tichy | Olympisch Stadion, Helsinki Toeschouwers: 28.624 Scheidsrechter: John Erik Andersson (SWE) |

|                                                                                 |                            |       |                      |                                                                                           |
| 19 juni Noords Kampioenschap 1952/55 № 182 «onderlinge duels» 13:30 uur (UTC+1) | Denemarken                 | 2 – 1 | Finland              | Københavns Idrætspark, Kopenhagen Toeschouwers: 22.000 Scheidsrechter: John Nilsson (SWE) |
| 19 juni Noords Kampioenschap 1952/55 № 182 «onderlinge duels» 13:30 uur (UTC+1) | Jens Peder Hansen 24', 62' |       | 59' Simo Lehmusvirta | Københavns Idrætspark, Kopenhagen Toeschouwers: 22.000 Scheidsrechter: John Nilsson (SWE) |

|                                                                                     |                   |       |                                       |                                                                                      |
| 14 augustus Noords Kampioenschap 1952/55 № 183 «onderlinge duels» 19:00 uur (UTC+2) | Finland           | 1 – 3 | Noorwegen                             | Olympisch Stadion, Helsinki Toeschouwers: 16.916 Scheidsrechter: Ludvig Jørkov (DEN) |
| 14 augustus Noords Kampioenschap 1952/55 № 183 «onderlinge duels» 19:00 uur (UTC+2) | Matti Hiltunen 6' |       | 26', 55' Harald Hennum 70' Harry Kure | Olympisch Stadion, Helsinki Toeschouwers: 16.916 Scheidsrechter: Ludvig Jørkov (DEN) |

|                                                                                     |                                              |       |         |                                                                              |
| 28 augustus Noords Kampioenschap 1952/55 № 184 «onderlinge duels» 13:30 uur (UTC+1) | Zweden                                       | 3 – 0 | Finland | Olympia, Helsingborg Toeschouwers: 19.593 Scheidsrechter: Josef Larsen (NOR) |
| 28 augustus Noords Kampioenschap 1952/55 № 184 «onderlinge duels» 13:30 uur (UTC+1) | Nils Åke Sandell 39', 58' Bengt Lindskog 82' |       |         | Olympia, Helsingborg Toeschouwers: 19.593 Scheidsrechter: Josef Larsen (NOR) |

|                                                                           |                    |       |                                           |                                                                                        |
| 11 september Vriendschappelijk № 185 «onderlinge duels» 15:30 uur (UTC+2) | Finland            | 1 – 3 | Polen                                     | Olympisch Stadion, Helsinki Toeschouwers: 12.961 Scheidsrechter: Sergey Arkhipov (URS) |
| 11 september Vriendschappelijk № 185 «onderlinge duels» 15:30 uur (UTC+2) | Yrjö Asikainen 84' |       | 66' Henryk Kempny 73', 78' Gerard Cieślik | Olympisch Stadion, Helsinki Toeschouwers: 12.961 Scheidsrechter: Sergey Arkhipov (URS) |

|                                                        |             |       |         |                                                                                         |
| 13 november Vriendschappelijk № 186 «onderlinge duels» | Joegoslavië | 8 – 0 | Finland | Hajdukove Igralište, Split Toeschouwers: 10.000 Scheidsrechter: Yiannis Ioannides (GRE) |
| 13 november Vriendschappelijk № 186 «onderlinge duels» | ?           |       |         | Hajdukove Igralište, Split Toeschouwers: 10.000 Scheidsrechter: Yiannis Ioannides (GRE) |

### 1956
|                                                                     |                   |       |                                                                               |                                                                                                |
| 20 mei Vriendschappelijk № 187 «onderlinge duels» 14:00 uur (UTC+2) | Finland           | 1 – 5 | Engeland                                                                      | Olympisch Stadion, Helsinki Toeschouwers: 20.177 Scheidsrechter: Carl Frederik Jørgensen (DEN) |
| 20 mei Vriendschappelijk № 187 «onderlinge duels» 14:00 uur (UTC+2) | Olli Forsgrén 42' |       | 20' Dennis Wilshaw 22' Johnny Haynes 29' Gordon Astall 63', 82' Nat Lofthouse | Olympisch Stadion, Helsinki Toeschouwers: 20.177 Scheidsrechter: Carl Frederik Jørgensen (DEN) |

|                                                                                 |                    |       |                                                        |                                                                                       |
| 10 juni Noords Kampioenschap 1956/59 № 188 «onderlinge duels» 14:00 uur (UTC+2) | Finland            | 1 – 3 | Zweden                                                 | Olympisch Stadion, Helsinki Toeschouwers: 15.465 Scheidsrechter: Helge Andersen (DEN) |
| 10 juni Noords Kampioenschap 1956/59 № 188 «onderlinge duels» 14:00 uur (UTC+2) | Olavi Lahtinen 20' |       | 26' Jan Ekström 35' Gösta Löfgren 44' Nils Åke Sandell | Olympisch Stadion, Helsinki Toeschouwers: 15.465 Scheidsrechter: Helge Andersen (DEN) |

|                                                                      |                                 |       |                              |                                                                                     |
| 29 juni Vriendschappelijk № 189 «onderlinge duels» 19:00 uur (UTC+2) | Finland                         | 2 – 1 | IJsland                      | Olympisch Stadion, Helsinki Toeschouwers: 12.108 Scheidsrechter: Sven Rydberg (SWE) |
| 29 juni Vriendschappelijk № 189 «onderlinge duels» 19:00 uur (UTC+2) | Olli Forsgren 39' Olli Forsgren |       | 12' (pen.) Ríkharður Jónsson | Olympisch Stadion, Helsinki Toeschouwers: 12.108 Scheidsrechter: Sven Rydberg (SWE) |

|                                                                                     |                 |       |                  |                                                                                 |
| 26 augustus Noords Kampioenschap 1956/59 № 190 «onderlinge duels» 13:15 uur (UTC+1) | Noorwegen       | 1 – 1 | Finland          | Ullevaalstadion, Oslo Toeschouwers: 20.345 Scheidsrechter: Gösta Lindberg (SWE) |
| 26 augustus Noords Kampioenschap 1956/59 № 190 «onderlinge duels» 13:15 uur (UTC+1) | Arne Høivik 62' |       | 8' Olli Forsgrén | Ullevaalstadion, Oslo Toeschouwers: 20.345 Scheidsrechter: Gösta Lindberg (SWE) |

|                                                                                      |         |                                                           |            |                                                                                        |
| 16 september Noords Kampioenschap 1956/59 № 191 «onderlinge duels» 14:00 uur (UTC+2) | Finland | 0 – 4                                                     | Denemarken | Olympisch Stadion, Helsinki Toeschouwers: 14.914 Scheidsrechter: Øivind Helgesen (NOR) |
| 16 september Noords Kampioenschap 1956/59 № 191 «onderlinge duels» 14:00 uur (UTC+2) |         | 31' Poul Pedersen 39' Jørgen Hansen 44', 87' Ove Andersen |            | Olympisch Stadion, Helsinki Toeschouwers: 14.914 Scheidsrechter: Øivind Helgesen (NOR) |

|                                                                         |                                                                                     |       |         |                                                                               |
| 4 november Vriendschappelijk № 192 «onderlinge duels» 12:00 uur (UTC+1) | Polen                                                                               | 5 – 0 | Finland | Stadion Wisły, Krakau Toeschouwers: 40.000 Scheidsrechter: Alfred Grill (AUT) |
| 4 november Vriendschappelijk № 192 «onderlinge duels» 12:00 uur (UTC+1) | Henryk Kempny 4', 83' Krzysztof Baszkiewicz 11' ucjan Brychczy 65' Edmund Kowal 72' |       |         | Stadion Wisły, Krakau Toeschouwers: 40.000 Scheidsrechter: Alfred Grill (AUT) |

### 1957
| |                                  |       |            |                                                                                        |
| 18 juni Vriendschappelijk Toernooi 50-jarig jubileum Finse Voetbalbond № 193 «onderlinge duels» 19:00 uur (UTC+2) | Finland                          | 2 – 0 | Denemarken | Olympisch Stadion, Helsinki Toeschouwers: 11.859 Scheidsrechter: Øivind Helgesen (NOR) |
| 18 juni Vriendschappelijk Toernooi 50-jarig jubileum Finse Voetbalbond № 193 «onderlinge duels» 19:00 uur (UTC+2) | Kai Pahlman 4' auri Vanhanen 44' |       |            | Olympisch Stadion, Helsinki Toeschouwers: 11.859 Scheidsrechter: Øivind Helgesen (NOR) |

|                                                                                                 |                       |       |                                                                       |                                                                                     |
| 19 juni Toernooi 50-jarig jubileum Finse Voetbalbond № 194 «onderlinge duels» 19:00 uur (UTC+2) | Finland               | 1 – 5 | Zweden                                                                | Olympisch Stadion, Helsinki Toeschouwers: 13.932 Scheidsrechter: Aage Poulsen (DEN) |
| 19 juni Toernooi 50-jarig jubileum Finse Voetbalbond № 194 «onderlinge duels» 19:00 uur (UTC+2) | Stig-Göran Myntti 61' |       | 28', 109', 112' Henry Källgren 114' Gösta Sandberg 116' Gösta Löfgren | Olympisch Stadion, Helsinki Toeschouwers: 13.932 Scheidsrechter: Aage Poulsen (DEN) |

|                                                                        |                    |       |                                |                                                                                     |
| 5 juli WK 1958 kwalificatie № 195 «onderlinge duels» 19:00 uur (UTC+2) | Finland            | 1 – 3 | Polen                          | Olympisch Stadion, Helsinki Toeschouwers: 9.125 Scheidsrechter: Birger Nilsen (NOR) |
| 5 juli WK 1958 kwalificatie № 195 «onderlinge duels» 19:00 uur (UTC+2) | Mauri Vanhanen 72' |       | 19', 56', 65' Edward Jankowski | Olympisch Stadion, Helsinki Toeschouwers: 9.125 Scheidsrechter: Birger Nilsen (NOR) |

|                                                                         |                                |       |                    |                                                                              |
| 27 juli WK 1958 kwalificatie № 196 «onderlinge duels» 17:00 uur (UTC+3) | Sovjet-Unie                    | 2 – 1 | Finland            | Dinamostadion, Moskou Toeschouwers: 29.765 Scheidsrechter: Fritz Mayer (AUT) |
| 27 juli WK 1958 kwalificatie № 196 «onderlinge duels» 17:00 uur (UTC+3) | Yuri Voinov 23' Igor Netto 62' |       | 42' Olavi Lahtinen | Dinamostadion, Moskou Toeschouwers: 29.765 Scheidsrechter: Fritz Mayer (AUT) |

|                                                                             |         | |             |                                                                                       |
| 15 augustus WK 1958 kwalificatie № 197 «onderlinge duels» 18:30 uur (UTC+2) | Finland | 0 – 10 | Sovjet-Unie | Olympisch Stadion, Helsinki Toeschouwers: 18.137 Scheidsrechter: Aksel Asmussen (DEN) |
| 15 augustus WK 1958 kwalificatie № 197 «onderlinge duels» 18:30 uur (UTC+2) |         | 6' Igor Netto 9', 13', 31' Nikita Simonjan 12', 20' Anatoli Isayev 29', 49' Edoeard Streltsov 60', 87' Anatoli Iljin |             | Olympisch Stadion, Helsinki Toeschouwers: 18.137 Scheidsrechter: Aksel Asmussen (DEN) |

|                                                                                     |         |                                                                   |           |                                                                                    |
| 1 september Noords Kampioenschap 1956/59 № 198 «onderlinge duels» 14:00 uur (UTC+2) | Finland | 0 – 4                                                             | Noorwegen | Olympisch Stadion, Helsinki Toeschouwers: 15.684 Scheidsrechter: Sten Ahlner (SWE) |
| 1 september Noords Kampioenschap 1956/59 № 198 «onderlinge duels» 14:00 uur (UTC+2) |         | 7', 60' Kjell Kristiansen 18' Per Kristoffersen 40' Harald Hennum |           | Olympisch Stadion, Helsinki Toeschouwers: 15.684 Scheidsrechter: Sten Ahlner (SWE) |

|                                                                           |                                                               |       |          |                                                                                        |
| 15 september Vriendschappelijk № 199 «onderlinge duels» 14:00 uur (UTC+2) | Finland                                                       | 4 – 3 | Engeland | Olympisch Stadion, Helsinki Toeschouwers: 7.975 Scheidsrechter: Nikolay Latyshev (URS) |
| 15 september Vriendschappelijk № 199 «onderlinge duels» 14:00 uur (UTC+2) | Olli Rajala 29' Kalevi Lehtovirta 31', 49' Matti Sundelin 80' |       | ?        | Olympisch Stadion, Helsinki Toeschouwers: 7.975 Scheidsrechter: Nikolay Latyshev (URS) |

|                                                                                      |                                                                   |       |                    |                                                                                          |
| 22 september Noords Kampioenschap 1956/59 № 200 «onderlinge duels» 14:00 uur (UTC+1) | Zweden                                                            | 5 – 1 | Finland            | Råsundastadion, Solna Toeschouwers: 22.192 Scheidsrechter: Carl Frederik Jørgensen (DEN) |
| 22 september Noords Kampioenschap 1956/59 № 200 «onderlinge duels» 14:00 uur (UTC+1) | Gunnar Gren 18', 50', 77' Henry Källgren 62' Torbjörn Jonsson 73' |       | 72' Matti Sundelin | Råsundastadion, Solna Toeschouwers: 22.192 Scheidsrechter: Carl Frederik Jørgensen (DEN) |

|                                                                                    |                                                        |       |         |                                                                                             |
| 13 oktober Noords Kampioenschap 1956/59 № 201 «onderlinge duels» 13:30 uur (UTC+1) | Denemarken                                             | 3 – 0 | Finland | Københavns Idrætspark, Kopenhagen Toeschouwers: 33.200 Scheidsrechter: Bobby Davidson (SCO) |
| 13 oktober Noords Kampioenschap 1956/59 № 201 «onderlinge duels» 13:30 uur (UTC+1) | Finn Hansen 55' Ove Bech Nielsen 62' Mogens Machon 71' |       |         | Københavns Idrætspark, Kopenhagen Toeschouwers: 33.200 Scheidsrechter: Bobby Davidson (SCO) |

|                                                                            |                                                               |       |         |                                                                                           |
| 3 november WK 1958 kwalificatie № 202 «onderlinge duels» 12:00 uur (UTC+1) | Polen                                                         | 4 – 0 | Finland | Stadion Dziesięciolecia, Warschau Toeschouwers: 90.000 Scheidsrechter: Albert Dusch (GER) |
| 3 november WK 1958 kwalificatie № 202 «onderlinge duels» 12:00 uur (UTC+1) | Ginter Gawlik 2' Lucjan Brychczy 4', 48' Edward Jankowski 60' |       |         | Stadion Dziesięciolecia, Warschau Toeschouwers: 90.000 Scheidsrechter: Albert Dusch (GER) |

### 1958
|                                                                                 |                                     |       |         |                                                                                   |
| 15 juni Noords Kampioenschap 1956/59 № 203 «onderlinge duels» 18:00 uur (UTC+1) | Noorwegen                           | 2 – 0 | Finland | Ullevaalstadion, Oslo Toeschouwers: 17.173 Scheidsrechter: Gottfried Dienst (SUI) |
| 15 juni Noords Kampioenschap 1956/59 № 203 «onderlinge duels» 18:00 uur (UTC+1) | Arne Pedersen 35' Harald Hennum 54' |       |         | Ullevaalstadion, Oslo Toeschouwers: 17.173 Scheidsrechter: Gottfried Dienst (SUI) |

|                                                                                     |                      |       | |                                                                                              |
| 20 augustus Noords Kampioenschap 1956/59 № 204 «onderlinge duels» 18:15 uur (UTC+2) | Finland              | 1 – 7 | Zweden | Olympisch Stadion, Helsinki Toeschouwers: 13.395 Scheidsrechter: Harald Heltberg (Noorwegen) |
| 20 augustus Noords Kampioenschap 1956/59 № 204 «onderlinge duels» 18:15 uur (UTC+2) | Torbjörn Jonsson 69' |       | 13', 18' Reino Börjesson 39' Torbjörn Jonsson 50' Torbjörn Jonsson 52' Kauko Korpela 65' Henry Källgren 90' Agne Simonsson | Olympisch Stadion, Helsinki Toeschouwers: 13.395 Scheidsrechter: Harald Heltberg (Noorwegen) |

|                                                                                      |                 |       |                                                                           |                                                                                   |
| 14 september Noords Kampioenschap 1956/59 № 205 «onderlinge duels» 14:00 uur (UTC+2) | Finland         | 1 – 4 | Denemarken                                                                | Olympisch Stadion, Helsinki Toeschouwers: 9.272 Scheidsrechter: Pyotr Belov (URS) |
| 14 september Noords Kampioenschap 1956/59 № 205 «onderlinge duels» 14:00 uur (UTC+2) | Kai Pahlman 80' |       | 13' Poul Pedersen 48' Mogens Machon 51' John Danielsen 68' John Danielsen | Olympisch Stadion, Helsinki Toeschouwers: 9.272 Scheidsrechter: Pyotr Belov (URS) |

|                                                       |          |       |                                             |                                                                                         |
| 11 oktober Vriendschappelijk № 206 «onderlinge duels» | Engeland | 3 – 2 | Finland                                     | Champion Hill, East Dulwich Toeschouwers: 7.500 Scheidsrechter: Peter Fitzpatrick (SCO) |
| 11 oktober Vriendschappelijk № 206 «onderlinge duels» | ?        |       | 70' Carl-Magnus Ekman 84' Markku Kumpulampi | Champion Hill, East Dulwich Toeschouwers: 7.500 Scheidsrechter: Peter Fitzpatrick (SCO) |

### 1959
|                                                                                 |                          |       |                                                          |                                                                                     |
| 28 juni Noords Kampioenschap 1956/59 № 207 «onderlinge duels» 19:00 uur (UTC+2) | Finland                  | 2 – 4 | Noorwegen                                                | Olympisch Stadion, Helsinki Toeschouwers: 11.915 Scheidsrechter: Aage Poulsen (DEN) |
| 28 juni Noords Kampioenschap 1956/59 № 207 «onderlinge duels» 19:00 uur (UTC+2) | Hannu Kankkonen 75', 88' |       | 6' Ragnar Larsen 10', 49' Harald Hennum 18' Bjørn Borgen | Olympisch Stadion, Helsinki Toeschouwers: 11.915 Scheidsrechter: Aage Poulsen (DEN) |

|                                                                                    |                                                     |       |                     |                                                                                         |
| 2 augustus Noords Kampioenschap 1956/59 № 208 «onderlinge duels» 18:00 uur (UTC+1) | Zweden                                              | 3 – 1 | Finland             | Malmö Stadion, Malmö Toeschouwers: 19.555 Scheidsrechter: Carl Frederik Jørgensen (DEN) |
| 2 augustus Noords Kampioenschap 1956/59 № 208 «onderlinge duels» 18:00 uur (UTC+1) | Harry Bild 7' Rune Börjesson 23' Agne Simonsson 48' |       | 13' Unto Nevalainen | Malmö Stadion, Malmö Toeschouwers: 19.555 Scheidsrechter: Carl Frederik Jørgensen (DEN) |

|                                                                          |                                                      |       |                                        |                                                                                       |
| 6 september Vriendschappelijk № 209 «onderlinge duels» 14:00 uur (UTC+2) | Finland                                              | 3 – 2 | Duitse Democratische Republiek         | Olympisch Stadion, Helsinki Toeschouwers: 7.055 Scheidsrechter: Valdemar Hansen (DEN) |
| 6 september Vriendschappelijk № 209 «onderlinge duels» 14:00 uur (UTC+2) | Kai Pahlman 31' Matti Hiltunen 45' Rolf Rosqvist 47' |       | 14' Reinhard Franz 38' Günter Schröter | Olympisch Stadion, Helsinki Toeschouwers: 7.055 Scheidsrechter: Valdemar Hansen (DEN) |

|                                                                                   |                                              |       |         |                                                                                             |
| 4 oktober Noords Kampioenschap 1956/59 № 210 «onderlinge duels» 13:30 uur (UTC+1) | Denemarken                                   | 4 – 0 | Finland | Københavns Idrætspark, Kopenhagen Toeschouwers: 35.500 Scheidsrechter: Leif Gulliksen (NOR) |
| 4 oktober Noords Kampioenschap 1956/59 № 210 «onderlinge duels» 13:30 uur (UTC+1) | Harald Nielsen 20', 22', 53' John Kramer 81' |       |         | Københavns Idrætspark, Kopenhagen Toeschouwers: 35.500 Scheidsrechter: Leif Gulliksen (NOR) |

|                                                                                                   |                     |       |                                                         |                                                                                    |
| 18 oktober Olympisch kwalificatietoernooi voetbal 1960 № 211 «onderlinge duels» 14:00 uur (UTC+2) | Finland             | 1 – 3 | Polen                                                   | Olympisch Stadion, Helsinki Toeschouwers: 10.818 Scheidsrechter: Bertil Lööw (SWE) |
| 18 oktober Olympisch kwalificatietoernooi voetbal 1960 № 211 «onderlinge duels» 14:00 uur (UTC+2) | Hannu Kankkonen 48' |       | 3' Ernest Pohl 58' Stanisław Hachorek 81' Jan Gawroński | Olympisch Stadion, Helsinki Toeschouwers: 10.818 Scheidsrechter: Bertil Lööw (SWE) |

|                                                                                                   |                                                                                            |       |                                      |                                                                                   |
| 8 november Olympisch kwalificatietoernooi voetbal 1960 № 212 «onderlinge duels» 12:00 uur (UTC+1) | Polen                                                                                      | 6 – 2 | Finland                              | Śląskistadion, Chorzów Toeschouwers: 22.000 Scheidsrechter: Werner Bergmann (DDR) |
| 8 november Olympisch kwalificatietoernooi voetbal 1960 № 212 «onderlinge duels» 12:00 uur (UTC+1) | Ernest Pohl 14', 19', 44' Stanisław Hachorek 43' Andrzej Sykta 53' Zbigniew Szarzyński 79' |       | 7' Tor Österlund 20' Juhani Peltonen | Śląskistadion, Chorzów Toeschouwers: 22.000 Scheidsrechter: Werner Bergmann (DDR) |

| |                |       |                     |                                                                                    |
| 11 november Olympisch kwalificatietoernooi voetbal 1960 № 213 «onderlinge duels» 14:30 uur (UTC+1) | West-Duitsland | 2 – 1 | Finland             | Leimbachstadion, Siegen Toeschouwers: 22.000 Scheidsrechter: Antonín Vrbovec (TCH) |
| 11 november Olympisch kwalificatietoernooi voetbal 1960 № 213 «onderlinge duels» 14:30 uur (UTC+1) | ?              |       | 85' Hannu Kankkonen | Leimbachstadion, Siegen Toeschouwers: 22.000 Scheidsrechter: Antonín Vrbovec (TCH) |

UEFA: Albanië · België · Bulgarije · Denemarken · West-Duitsland · Duitse Democratische Republiek · Engeland · Finland · Frankrijk · Griekenland · Hongarije · Ierland · IJsland · Italië · Joegoslavië · Kroatië · Luxemburg · Malta · Nederland · Noord-Ierland · Noorwegen · Oostenrijk · Polen · Portugal · Roemenië · Saarland · Schotland · Sovjet-Unie · Spanje · Tsjecho-Slowakije · Turkije · Wales · Zweden · Zwitserland

AFC: Israël
Finse voetbalbond · A-internationals · Bondscoaches · Statistieken · Fins vrouwenelftal · Olympisch elftal · Finland U21 · Finland U20 · Finland U19 · Finland U18 · Finland U17 · Finland U16
1911 – 1919 ·
1920 – 1929 ·
1930 – 1939 ·
1940 – 1949 ·
1950 – 1959 ·
1960 – 1969 ·
1970 – 1979 ·
1980 – 1989 ·
1990 – 1999 ·
2000 – 2009 ·
2010 – 2019 ·
2020 − 2029
EK 2020
OS 1912 ·
OS 1936 ·
OS 1952 ·
OS 1980
1911 · 
1912 · 
1913 · 
1914 · 
1915 · 1916 · 1917 · 1918 · 
1919 · 
1920 · 
1921 · 
1922 · 
1923 · 
1924 · 
1925 · 
1926 · 
1927 · 
1928 · 
1929 · 
1930 · 
1931 · 
1932 · 
1933 · 
1934 · 
1935 · 
1936 · 
1937 · 
1938 · 
1939 · 
1940 · 
1941 · 
1942 · 
1943 · 
1944 · 
1945 · 
1946 · 
1947 · 
1948 · 
1949 · 
1950 · 
1952 · 
1952 · 
1953 · 
1954 · 
1955 · 
1956 · 
1957 · 
1958 · 
1959 · 
1960 · 
1961 · 
1962 · 
1963 · 
1964 · 
1965 · 
1966 · 
1967 · 
1968 · 
1969 · 
1970 · 
1971 · 
1972 · 
1973 · 
1974 · 
1975 · 
1976 · 
1977 · 
1978 · 
1979 · 
1980 · 
1981 · 
1982 · 
1983 · 
1984 · 
1985 · 
1986 · 
1987 · 
1988 · 
1989 · 
1990 · 
1991 · 
1992 · 
1993 · 
1994 · 
1995 · 
1996 · 
1997 · 
1998 · 
1999 · 
2000 · 
2001 · 
2002 · 
2003 · 
2004 · 
2005 · 
2006 · 
2007 · 
2008 · 
2009 · 
2010 · 
2011 · 
2012 · 
2013 · 
2014 · 
2015 · 
2016 · 
2017 · 
2018 ·
2019 ·
2020
Albanië ·
Algerije ·
Andorra ·
Armenië ·
Azerbeidzjan ·
Bahrein ·
Barbados ·
België ·
Bermuda ·
Bolivia ·
Bosnië en Herzegovina ·
Brazilië ·
Bulgarije ·
Canada ·
Chili ·
China ·
Colombia ·
Costa Rica ·
Cyprus ·
Denemarken ·
DDR ·
(West-)Duitsland ·
Ecuador ·
Egypte ·
Engeland ·
Estland ·
Faeröer ·
Frankrijk ·
Georgië ·
Griekenland ·
Honduras ·
Hongarije ·
Ierland ·
IJsland ·
India ·
Irak ·
Israël ·
Italië ·
Japan ·
Jemen ·
Joegoslavië ·
Jordanië ·
Kameroen ·
Kazachstan ·
Koeweit ·
Kosovo ·
Kroatië ·
Letland ·
Liechtenstein ·
Litouwen ·
Luxemburg ·
Maleisië ·
Malta ·
Marokko ·
Mexico ·
Moldavië ·
Montenegro ·
Nederland ·
Noord-Ierland ·
Noord-Korea ·
Noord-Macedonië ·
Noorwegen ·
Oekraïne · 
Oman ·
Oostenrijk ·
Peru ·
Polen ·
Portugal ·
Qatar ·
Roemenië ·
Rusland ·
San Marino ·
Saoedi-Arabië ·
Schotland ·
Servië ·
Servië en Montenegro ·
Singapore ·
Slovenië ·
Slowakije ·
Sovjet-Unie ·
Spanje ·
Thailand ·
Trinidad en Tobago ·
Tsjechië ·
Tsjecho-Slowakije ·
Tunesië ·
Turkije ·
Uruguay ·
Verenigde Arabische Emiraten ·
Verenigde Staten ·
Wales ·
Wit-Rusland ·
Zuid-Korea ·
Zweden ·
Zwitserland
België (2021) · 
Denemarken (2021) · 
Rusland (2021)